# باول هاميلتون وود
باول هاميلتون وود (بالإنجليزية: Paul Hamilton Wood)‏ هو طبيب عسكري أسترالي، ولد في 16 أغسطس 1907 في تاميل نادو في الهند، وتوفي في 13 يوليو 1962 في لندن في المملكة المتحدة.